# 克洛奇基 (穆卡切沃區)
48°31′14″N 22°44′49″E / 48.52056°N 22.74694°E
克洛奇基（烏克蘭語：Клочки），是烏克蘭的村落，位於該國西部外喀爾巴阡州，由穆卡切沃區負責管轄，面積1.02平方公里，海拔高度264米，2001年人口300，人口密度每平方公里293.83人。